# مقاطعة كافان
مقاطعة مافان هي إحدى مقاطعات أيرلندا الستة والعشرين.

## أعلام
- قسطنطين جوزيف سميث
- ريجنالد سميث
- جون ويلسون
- توماس فيتزباتريك
- جورج ماكمانوس

## روابط إضافية
- مجلس مقاطعة كافان